# Bernhard Mühlschlegel
Bernhard Mühlschlegel (* 13. September 1925 in Berlin; † 18. Juli 2007 in Köln) war ein deutscher Physiker.

## Leben
Er wuchs in Berlin W 35 an der Potsdamer Brücke südlich vom Tiergarten auf und besuchte dort ab 1936 das Falk-Realgymnasium, welches er in seinen eigenen Worten „zu Ostern 1943 nach acht Jahren verlassen musste, um den Reichsarbeitsdienst anzutreten.“
1950 unternahm er Messungen der Lichtabsorption durch mikro-kristallines Pulver, was auch Thema seiner Diplomarbeit wurde.
1953 promovierte er an der Humboldt-Universität bei Friedrich Möglich und war danach Postdoc in Heidelberg und München, wo er mit H. Koppe an der BCS-Theorie der Supraleitung arbeitete.
Er verbrachte zwei Jahre in Urbana, USA, bevor er 1962 Professor an der Universität zu Köln wurde, die er zu einem Zentrum für Theoretische Physik machte. Er spielte auch eine führende Rolle beim Aufbau einer modernen theoretischen Festkörperphysik in Deutschland. 1990 wurde er emeritiert.
1992 bis 1998 war er Chefredakteur der Annalen der Physik.

## Schriften
- Statistische Methode in der Theorie der Supraleitung ; Verl. d. Bayer. Akademie d. Wissenschaften (1960)